# Double Switch
Double Switch är ett äventyrsspel med inslag av interaktiv film, utgivet till Sega Mega-CD, Sega Saturn och PC. Spelet producerades av Digital Pictures, och påminner om spel som Night Trap, Space Panic och Heiankyo Alien.

## Handling
Den unge mannen Eddie har blivit instängd i källaren på Edward Arms lägenhetshus. Han måste ta sig genom byggnaden och se vad som pågår där, samtidigt som han skall akta sig för diverse fällor.

### Fotnoter
1. ↑  ”Double Switch” (på engelska). Mobygames. http://www.mobygames.com/game/double-switch. Läst 7 juni 2014.